# Ilie Savel
Ilie Savel (n. 25 august 1927 – d. 16 decembrie 2015) a fost un alergător în proba de obstacole⁠(d) român. A concurat în proba de 400 de metri garduri masculin⁠(d) la Jocurile Olimpice de vară din 1956. A ajuns în semifinală, dar nu s-a calificat în finală.
A fost membru al clubului sportiv Dinamo București al Ministerului Afacerilor Interne și a deținut pe rând gradele de locotenent (1954), locotenent major (1958) și căpitan (1968).

## Distincții
- Ordinul Muncii clasa a III-a (14 mai 1954) „pentru rezultate valoroase obținute în activitatea sportivă”[3]
- Medalia Muncii (9 mai 1958) „cu prilejul aniversării a 10 ani de la înființarea Clubului sportiv «Dinamo» și pentru rezultate deosebite obținute în dezvoltarea activității sportive”[2]
- Medalia „Meritul Sportiv” clasa I (8 mai 1968) „pentru contribuția deosebită adusă la dezvoltarea mișcării de cultură fizică și sport și pentru merite deosebite în activitatea sportivă de performanță, cu prilejul împlinirii a 20 de ani de la înființarea Clubului sportiv «Dinamo»-București al Ministerului Afacerilor Interne”[4]